# Amt Bilstein
Das Amt Bilstein war zunächst ein historisches Verwaltungsgebiet, das von 1445 bis 1803 zum Herzogtum Westfalen und von 1803 bis 1815 zu Hessen-Darmstadt gehörte. Ein weiteres Amt Bilstein existierte als kommunalrechtliche Verwaltungseinheit von 1843 bis 1969 im Kreis Olpe in der preußischen Provinz Westfalen und in Nordrhein-Westfalen. 

## Das Amt Bilstein im Herzogtum Westfalen

### Entstehung
Das Amt Bilstein wurde 1434 erstmals urkundlich mit Johan van dem Broike als Amtmann erwähnt. Der Ursprung des Amtes lässt sich auf die Zeit der Herrschaft Bilstein-Fredeburg zurückführen. 1366 konnte Graf Engelbert III. von der Mark nach dem Tod des letzten Edelherrn von Bilstein, Johann II., dessen Herrschaft an sich ziehen. Bald darauf lassen sich erste Ansätze einer Ämterbildung feststellen. 1444 und 1445 eroberte der Kölner Erzbischof Dietrich von Moers während der sogenannten Soester Fehde die Herrschaft Bilstein-Fredeburg und gliederte das Gebiet in die Ämterorganisation des Herzogtums Westfalen ein.

### Kurkölnische Zeit

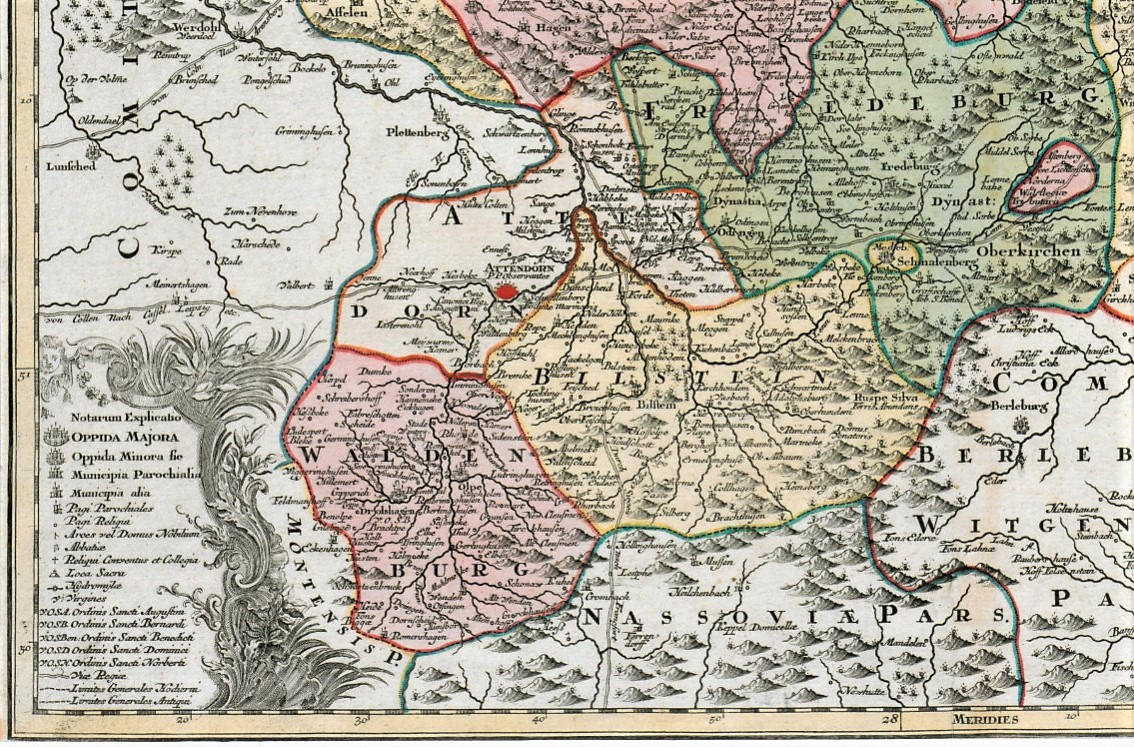
Kartenausschnitt des Herzogtums Westfalen, Amt Bilstein (1725)

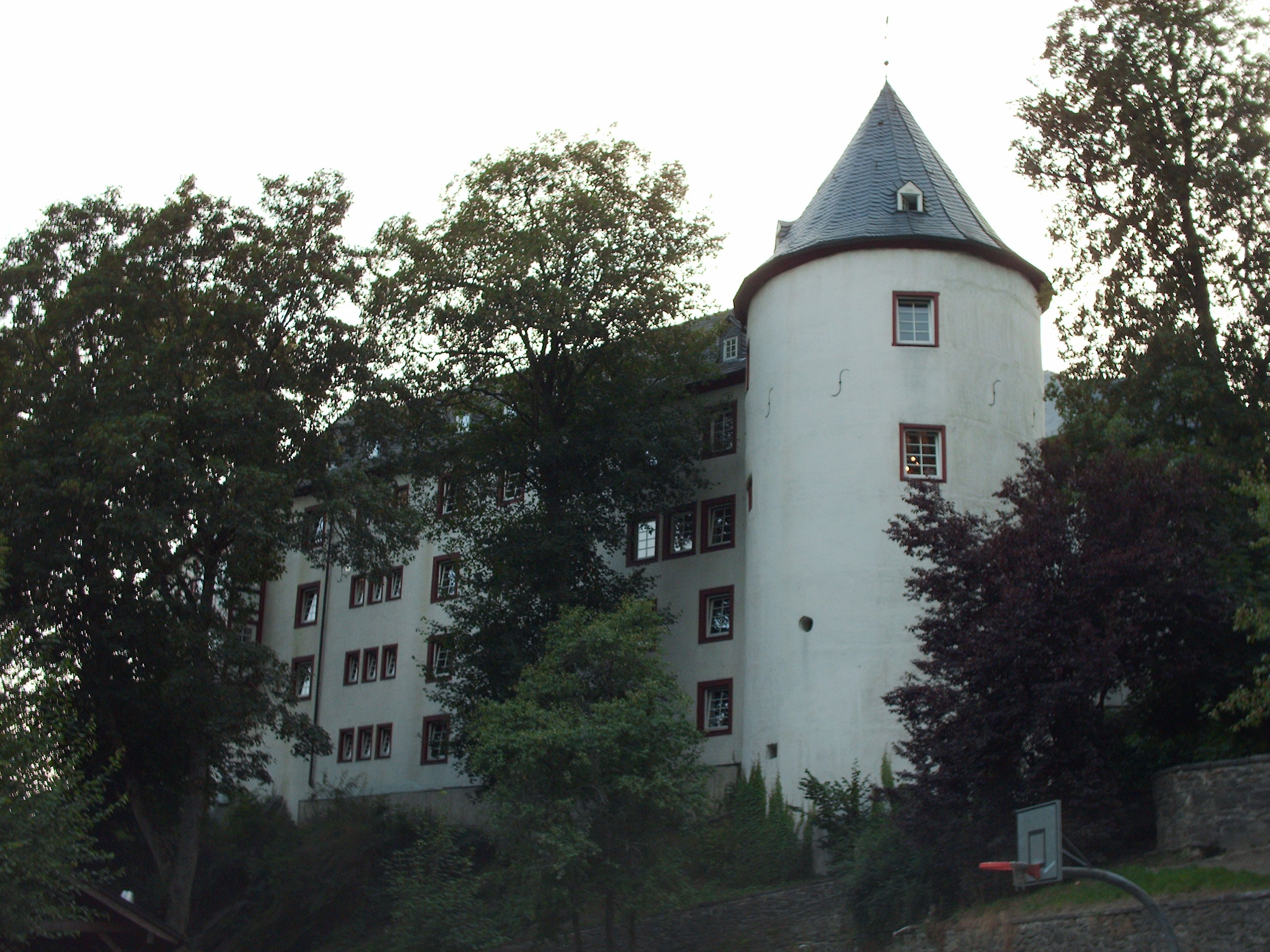
Burg Bilstein

In der kurkölnischen Ära vertrat der Droste den Landesherrn in den Regierungsaufgaben. Die Funktion ist in etwa mit dem Amtmann, Amtshauptmann, Regierungspräsidenten oder Landrat vergleichbar. Bis zum Jahr 1555 kam es zu einem häufigen Ämterwechsel. Dies liegt auch darin begründet, dass sich die Kurfürsten durch Ämterverpfändungen neue Geldquellen (z. B. zur Finanzierung von Kriegen) beschafften. Als Drosten mit einer Amtszeit von mehr als 10 Jahren und mehr werden genannt: Johann von Hatzfeld, Herr zu Wildenburg (1454 bis 1478) und Bertram von Nesselrode (1520 bis 1530). Anfang 1556 fiel das Drostenamt an Friedrich von Fürstenberg und blieb beim Haus Fürstenberg (Linie Waterlappe-Herdringen) bis zum Jahr 1802:
- 1556–1567 Friedrich von Fürstenberg
- 1567–1618 Kaspar von Fürstenberg
- 1618–1646 Friedrich von Fürstenberg
- 1646–1662 Friedrich von Fürstenberg
- 1662–1682 Johann Adolf von Fürstenberg
- 1682–1718 Ferdinand von Fürstenberg
- 1718–1755 Christian Franz Theodor von Fürstenberg
- 1755–1791 Clemens Lothar Ferdinand von Fürstenberg
- 1792–1802 Friedrich Leopold von Fürstenberg

### Hessische Zeit
1803 fiel das Herzogtum Westfalen an die Landgrafschaft Hessen-Darmstadt (ab 1806 Großherzogtum Hessen) 
Bei der im Jahr 1807 erfolgten Neueinteilung des Herzogtums Westfalen in 18 Ämter blieb das Amt Bilstein bestehen, wurde aber um das Gebiet des Kirchspiels Helden verkleinert. Amtmann war Ferdinand Freusberg. Damit umfasste es nun die Kirchspiele Elspe, Förde, Heinsberg, Kirchhundem, Kirchveischede, Kohlhagen, Lenne, Oberhundem, Saalhausen und Rahrbach. Das gesamte ehemalige Herzogtum Westfalen mitsamt dem Amt Bilstein fiel nach dem Wiener Kongress am 1. August 1816 an Preußen.

### Die Zaubereiprozesse des Gerichts im Amt Bilstein
Während der Amtszeit des Drosten Friedrich von Fürstenberg (1618–1646) ereigneten sich die aus heutiger Sicht furchtbaren Geschehen der Hexenverfolgung bzw. Hexenprozesse. In Anlehnung an die neueren Untersuchungen des Archivars Martin Vormberg erscheint es sachgerecht, anstatt von Hexenprozessen eher von Zaubereiprozessen zu sprechen, da nicht nur Frauen (Hexen), sondern in einem größeren Umfang auch Männer verfolgt wurden und in den Rechtsgrundlagen für die Verfahren dieser Terminus ebenfalls benutzt wird.
Ursächlich für die Verfolgungen war die in allen Schichten der Bevölkerung herrschende Vorstellung, mit Hilfe von Magie Einfluss auf Personen nehmen zu können. Man unterschied dabei zwischen weisser Magie, die für die Menschen als nützlich galt, und der zu verurteilenden schwarzen Magie, dem sogenannten Schadenzauber. Gestützt wurde diese Geisteshaltung u. a. durch die Glaubensverunsicherung in der Reformation, den Wirren im Dreißigjährigen Krieg und Seuchen wie die Pest.
Besonders in Verdacht gerieten Personen, dessen Vorfahren oder Verwandte bereits früher der Zauberei bezichtigt wurden. Wie in einer Art von Sippenhaft übertrugen sich dann die Zaubervorwürfe auf nachfolgende Generationen. In der örtlichen Gemeinschaft waren diese Menschen gebrandmarkt. Die Prozesse aus der Zeit um 1600 hatten insofern Nachwirkungen auf das Geschehen um 1629/30.
Rechtliche Grundlage für die Hexen- bzw. Zaubereiprozesse war die Constitutio Criminalis Carolina (übersetzt: Peinliche Halsgerichtsordnung Kaiser Karl V.). Diese Constitutio, die für bestimmte Vergehen der Zauberei die Befragung unter Folter und auch die Todesstrafe vorsah, bildete den Rahmen für die am 24. Juni 1607 von Ferdinand von Bayern (Koadjutor des Kurfürstentums Köln) erlassene Kurkölnische Hexenprozessordnung. Sie diente als Leitfaden für die Richter und enthielt u. a. eine Auflistung von Sachverhalten, die als Rechtfertigung von Folter herangezogen werden konnten (z. B. eine der Zauberei verdächtigte Person wurde in einem Stall gesehen, wo Vieh krank geworden ist). Als ein gravierender Mangel der Hexenprozessordnung wurde von Vormberg herausgestellt, dass dem Angeklagten nicht die Möglichkeit der Verteidigung durch einen Rechtsgelehrten eingeräumt wurde und auch keine Überprüfung von Urteilen durch eine höhere Instanz vorgesehen war.
Für das Gebiet des Amtes Bilstein handelt es sich bei den Prozessen von 1629 und 1630 um die zweite Welle, nachdem es bereits zwischen 1590 und 1603 zu insgesamt 80 Anklagen kam. Belastet wurden demnach mit dem Verdacht auf Zauberei im Amt Bilstein 1629/30 insgesamt 275 Personen (davon nahezu die Hälfte Männer), das sind 8,5 Prozent der auf 3.200 geschätzten Einwohnerzahl der betroffenen Orte. Von diesen wurden 59 angeklagt (davon mehr als die Hälfte Männer). Die Angeklagten belasteten ihrerseits unter Folter 469 Männer und Frauen (d.s. ca. 12 Prozent der Einwohner), die sie angeblich beim Teufelstanz am Hexensabbat gesehen haben. Insgesamt 32 der 59 Angeklagten wurden zum Tode verurteilt und hingerichtet. Die noch vorhandenen Prozessprotokolle wurden gemäß der bereits erwähnten Untersuchung sämtlich ausgewertet. Hinsichtlich der Zeugenaussagen u. a. in Bezug auf Herkunft, Stand und Alter der Zeugen, Aussagen vom Hörensagen und Aussagen aus eigenem Wissen und Erleben. Bezüglich der Vernehmungen der Beschuldigten wurden die Aussagen zu Vorwürfen wie Teufelsbuhlschaft, Schadenzauber, Tierverwandlungen (Werwolf) u. a. analysiert.
Abgesehen von den absurden Vorwürfen weisen die Untersuchungen Vormbergs nach, dass auch die Verfahren massive Mängel aufwiesen. Zaubervorwürfe, die lediglich auf Hörensagen und Gerüchten beruhten, führten ungeprüft zu Verurteilungen. Schuldbekenntnisse wurden oft durch Folter erpresst; die Möglichkeit von Einsprüchen und Überprüfung von Urteilen durch eine übergeordnete Instanz bestand gemäß der erwähnten Hexenprozessordnung nicht. Interessant ist die Feststellung, dass nicht nur Frauen, wie es der Begriff Hexenverfolgung vermuten lässt, beschuldigt wurden, sondern gleichermaßen auch Männern der Prozess gemacht wurde. Eine schwerpunktmäßige Verfolgung bestimmter Berufsgruppen (z. B. Hebammen) war nicht verifizierbar. Auch konnte ein besonderer Einfluss kirchlicher Kreise auf die Prozesse nicht nachgewiesen werden. Die Ursachen für ein schnelles Nachlassen der Zaubereiprozesse im Amt Bilstein nach 1629/30 konnten aus den Protokollen nicht erschlossen werden. Es dürfte aber beim Landesherrn und in der Wissenschaft ein Umdenkungsprozess eingesetzt haben.

## Die Zeit von 1815 bis 1843
In Preußen wurde das Gebiet des alten Amtes Bilstein zunächst dem Kreis Bilstein mit Sitz in Bilstein im Regierungsbezirk Arnsberg der Provinz Westfalen zugeordnet. Der Kreis Bilstein wurde 1819 in Kreis Olpe umbenannt und Olpe wurde neue Kreisstadt. Das alte Amt Bilstein wurde in seiner Kompetenz auf die Rechtspflege beschränkt.
Für die Zwecke der allgemeinen Verwaltung wurden im Kreis Olpe Ende der 1820er Jahre Bürgermeistereien eingerichtet, darunter im Bereich des alten Amtes Bilstein die Bürgermeistereien Bilstein und Kirchhundem. Aus dem alten Amt Bilstein kamen dabei insbesondere Heinsberg, Kirchhundem, Kohlhagen, Lenne, Oberhundem und Saalhausen zur Bürgermeisterei Kirchhundem.

## Das Amt Bilstein im Kreis Olpe

### Geschichte

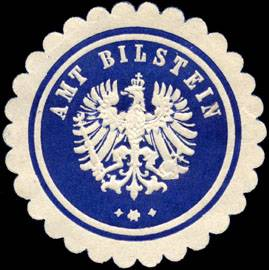
Siegelmarke Amt Bilstein

Im Rahmen der Einführung der Landgemeindeordnung für die Provinz Westfalen wurde 1843 im Kreis Olpe aus der Bürgermeisterei Bilstein das Amt Bilstein gebildet, das seit seines Bestehens vier Gemeinden umfasste:
- Elspe
- Förde (ab 1930 Grevenbrück)
- Kirchveischede
- Rahrbach

Sitz dieses Amtes war zunächst das Privathaus des ersten Amtsmannes Joseph Hartmann unterhalb der Burg Bilstein in der Gemeinde Kirchveischede. 
Am 24. Dezember 1930 wurde die Gemeinde Förde in Grevenbrück umbenannt. Bis 1939 blieb der Sitz des Amtes in Bilstein, bis im Mai des Jahres die Verwaltung nach Grevenbrück zog.
Zum 1. Juli 1969 wurde das Amt Bilstein durch das Gesetz zur Neugliederung des Landkreises Olpe aufgelöst:
- Elspe sowie die größten Teile von Grevenbrück und Kirchveischede kamen zur neuen Stadt Lennestadt, die auch Rechtsnachfolgerin des Amtes Bilstein ist.
- Einige unbewohnte Teile von Grevenbrück kamen zur Stadt Attendorn.
- Der größte Teil von Rahrbach sowie der Kirchveischeder Ortsteil Benolpe kamen zur Gemeinde Kirchhundem.
- Der Rahrbacher Ortsteil Fahlenscheid sowie der Kirchveischeder Ortsteil Apollmicke kamen zur Stadt Olpe.

### Einwohnerentwicklung
| Jahr | Einwohner | Quelle |
| ---- | --------- | ------ |
| 1839 | 4.533     | [ 18 ] |
| 1871 | 6.764     | [ 19 ] |
| 1885 | 8.154     | [ 20 ] |
| 1895 | 8.400     | [ 21 ] |
| 1910 | 10.878    | [ 22 ] |
| 1933 | 13.489    | [ 23 ] |
| 1939 | 13.784    | [ 23 ] |
| 1950 | 18.305    | [ 24 ] |
| 1961 | 18.958    | [ 25 ] |

### Verwaltungschefs
| Amtszeit  | Verwaltungschef     | Amtsbezeichnung                                   |
| --------- | ------------------- | ------------------------------------------------- |
| 1843–1881 | Joseph Hartmann     | Amtmann                                           |
| 1881–1886 | Ernst Liebau        | Amtmann                                           |
| 1886–1923 | Franz Anton Schulte | Amtmann                                           |
| 1923–1933 | Karl Graefenstein   | bis 1927 Amtmann, ab 1927 Bürgermeister           |
| 1933      | Eugen Schaub        | bis 1935 Bürgermeister, ab 1935 Amtsbürgermeister |
| 1945–1947 | Franz Keseberg      | Amtsdirektor                                      |
| 1947–1969 | Rudolf Rettig       | Amtsdirektor                                      |

### Wappen
| Wappen von Amt Bilstein | Blasonierung: „In silbernem Schild ein schwarzes Kreuz, das von 4 roten Sternen bewinkelt und mit einem, in goldenen Felde 3 grüne Pfähle zeigenden Herzschild belegt ist.“                                                                                   |
| Wappen von Amt Bilstein | Wappenbegründung: Das Wappen des Amtes Bilstein wurde nach einem Entwurf des Heraldikers Waldemar Mallek am 22. November 1937 verliehen. Das Kreuz wurde hierbei aus dem Wappen Kurkölns übernommen, die vier Sterne stehen für die vier Gemeinden des Amtes. |

### Stadt Lennestadt

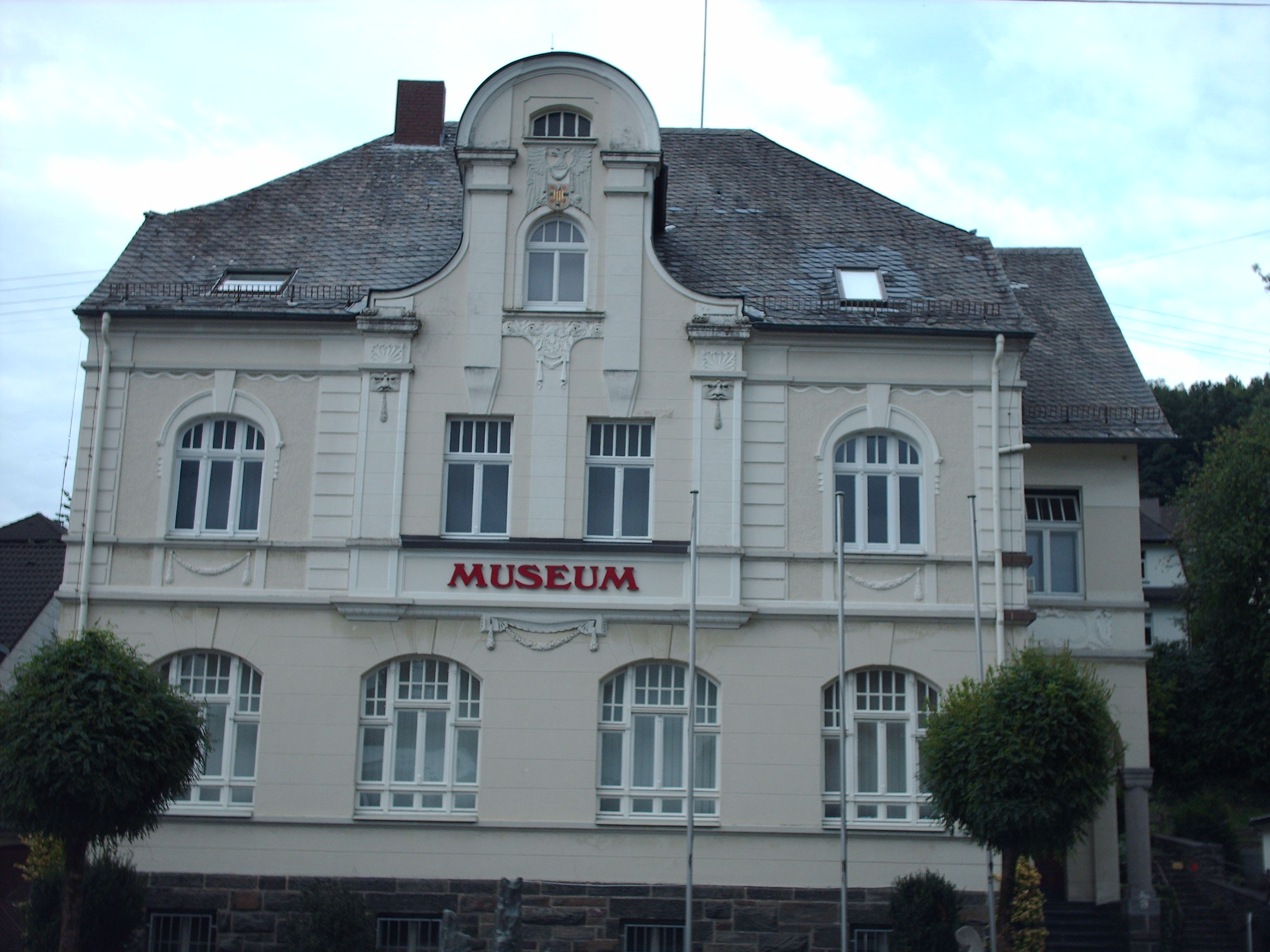
Altes Amtshaus Grevenbrück

In der Zeit von 1969 bis 1984 wurden von der Stadt Lennestadt für die Verwaltung zusätzliche Räume in anderen Gebäuden in Grevenbrück und Altenhundem angemietet, um die höhere Zahl der Verwaltungsakte bewältigen zu können. Während dieser Zeit gab es lange Diskussionen über den Standort eines zentralen Rathauses. Altenhundem konnte sich schließlich bei der Frage nach dem Verwaltungssitz durchsetzen. Hier befindet sich seit 1984 das Rathaus Lennestadts. Im ehemaligen Amtshaus Grevenbrück befindet sich heute das Museum der Stadt Lennestadt mit Bibliothek und Stadtarchiv.